# Allomyrmococcus acariformis
Allomyrmococcus acariformis är en insektsart som beskrevs av Takahashi 1941. Allomyrmococcus acariformis ingår i släktet Allomyrmococcus och familjen ullsköldlöss.
Artens utbredningsområde är Thailand. Inga underarter finns listade i Catalogue of Life.